# Oddleifur Geirleifsson
Oddleifur Geirleifsson (n. 902) fue un vikingo y bóndi de Barðastrandarsýsla en Islandia. Era hijo de Geirleifur Eiriksson. Es un personaje de la Saga de Gísla Súrssonar, saga de Laxdœla, y saga de Hávarðar Ísfirðings. De un matrimonio, de quien se desconoce el nombre de la esposa, nacieron cuatro hijos: Æsa (n. 922), Þórunn (n. 940, sería esposa de Armoður Þorgrímsson), Gestur Oddleifsson y Þorsteinn (n. 947).